# Rune (Computerspiel)
Rune ist ein Computerspiel des US-amerikanischen Entwicklerstudios Human Head Studios aus dem Jahr 2000. Das Action-Adventure ist in der nordischen Mythologie angesiedelt.

## Spielprinzip
Rune gehört dem Hack-and-Slay-Genre an und wird in der Third-Person-Perspektive gespielt. Der Spieler hat diverse mittelalterliche Waffen zur Auswahl, mit denen er seine Gegner im Spiel bekämpfen muss. Darunter fallen unter anderem Schwerter, Äxte, Streithämmer und Schilde, die zur Verteidigung genutzt werden. Auch kann man seinem Gegner Körperteile abschlagen und diese dann als Waffe verwenden. Der Schwerpunkt des Spieles ist auf Kampf ausgerichtet.

## Handlung
Ragnar, ein junger Wikinger, überlebt als einziger das Massaker an seinem Dorf. Getrieben von Rachegelüsten, versucht er denjenigen aufzuspüren, der seinen Stamm verraten hat. Der Verräter Conrack verübte das Massaker an seinem eigenen Stamm, da er die heiligen Runensteine zerstören will, die Loki, den verstoßenen Sohn Odins, gefangen halten, um ihn somit zu befreien. Hilfe auf seinem Rachefeldzug bekommt Ragnar hierbei von Odin höchstpersönlich.

## Spielwelt
Die über 40 Einzelspieler-Levels sind stark von der nordischen Mythologie geprägt. Eisige Höhlen, verschneite Dörfer, aber auch düstere Verliese und mit Lava gefüllte Höhlen kommen vor. Ragnar begegnet auf seinem Weg unter anderem Zwergen, dunklen Wikingern, Kobolden, Eisbiestern, Krabben, fleischfressenden Pflanzen und Untoten, denen er sich zum Kampf stellen muss. Den einzigen Verbündeten stellt Odin dar, der ab und zu in Geisterform auftaucht und den Helden mit Ratschlägen versorgt.

## Technik
Rune wurde mit der Unreal Engine produziert, die verschiedene Grafikeffekte wie beispielsweise wabernde Lava und Wasser, Leuchteffekte im Dunkeln, Partikeleffekte und zerstörbare Objekte umfasst.

## Veröffentlichung
Die deutsche Version des Spieles wurde komplett lokalisiert. Die Sprachaufnahmen wurden professionell durchgeführt. Die deutsche Fassung ist ungeschnitten erschienen und wurde von der USK ab 18 Jahren freigegeben. Rune wurde von der Bundesprüfstelle für jugendgefährdende Medien indiziert, was nach damaligem Jugendschutzgesetz trotz Altersfreigabe durch die USK möglich war.
Von Rune ist 2002 das so genannte Gold Pack erschienen, das das Add-on Halls of Valhalla beinhaltet.
Dieses bietet zwei neue Spielmodi (Arena, Headball), 33 neue Mehrspieler-Maps und viele neue Skins.
Ebenfalls erschien 2001 eine angepasste PlayStation-2-Fassung mit dem Titel Rune: Viking Warlord. Diese kommt grafisch schlechter als die PC-Version und mit teilweise abgeänderten bzw. verkleinerten Levels daher. Allerdings bietet diese Fassung gegenüber der PC-Version auch einige neue Spielabschnitte und Gegner. Obwohl der Gewaltgrad identisch zur PC-Version ist, wurde die PlayStation-2-Version nicht indiziert und zudem ab 16 Jahren freigegeben.
2004 wurden die Header der Quelltextdateien von den Human Head Studios frei veröffentlicht.
Nach dem letzten offiziellen Patch 1.07 arbeitete die Spielercommunity an Community-Patches (1.08b), welche vor allem Multiplayerspielfehler korrigieren.
Das Spiel wurde am 13. Juni 2012 auf Steam als Rune Classic in der Version 1.10 wiederveröffentlicht. Den digitalen Vertrieb  übernahm Nine Realms, die Publishing-Tochter der Human Head Studios.
Am 24. Oktober 2013 erschien Rune Classic auch auf GOG.com.

## Nachfolger
Im August 2017 kündigten die Human Head Studios einen offiziellen Nachfolger mit dem Titel Rune: Ragnarok an. Das Action-Rollenspiel wird abermals in der nordischen Mythologie spielen, jedoch eine offene Spielwelt bieten. Rune: Ragnarok wird frühestens 2018 für Microsoft Windows, Xbox One und PlayStation 4 erscheinen.
Der Nachfolger wurde im November 2019 als Rune II veröffentlicht.